# 41K-064
Die 41K-064 (ehemals A128) ist eine Fernstraße regionaler Bedeutung in Russland. Sie ist 43,1 km lang und führt von Sankt Petersburg in nordöstlicher Richtung nach Morje am Ladogasee. Als Teil der Straße des Lebens hat sie historische Bedeutung und ist Teil der UNESCO-Welterbestätte Historic Centre of Saint Petersburg and Related Groups of Monuments.

## Beschreibung
Die Straße beginnt in Krasnogwardeiski, einem Rajon am nordöstlichen Stadtrand von St. Petersburg. Dort bildet sie einen Knoten mit dem Autobahnring KAD (A118). Danach verläuft die Straße vierspurig ausgebaut bis Wsewoloschsk. Am östlichen Ende dieser Stadt verengt sie sich auf zwei Fahrspuren. Danach führt die Straße noch rund 15 Kilometer weiter nach Nordosten, schwenkt dann in östliche Richtung um und erreicht bei Straßenkilometer 40 den Ladogasee, an dessen Ufer sie noch etwa 3 Kilometer nach Norden führt. Noch bevor sie den See erreicht, kreuzt die 41K-064 die Umgehungsstraße A120 (Magistralnaya). Diese soll bis 2035 in einen neuerrichteten, zweiten Autobahnring (KAD-2) integriert werden.

### Bedeutung im Zweiten Weltkrieg und Gedenken
Während der Leningrader Blockade wurde die belagerte Stadt einige Winter lang über den gefrorenen Ladogasee versorgt bzw. evakuiert. Die wechselnden Trassen dieser Straße des Lebens erreichten dort, wo die 41K-064 verläuft, das westliche Seeufer. Auch wenn die heutige Straße strukturell mit dem damaligen Verbindungsweg wenig gemein hat, wird sie ebenfalls als „Straße des Lebens“ (russisch Дорога жизни, wiss. Transliteration Doroga žizni) bezeichnet. Eine Reihe von Denkmälern und Museen entlang der Straße erinnert an ihre historischen Rolle, zu den bekanntesten gehört das Monument „Zerbrochener Ring“ (Разорванное кольцо; Razorvannoe kol'co) an jenem oben genannten Punkt, an dem die Straße das Seeufer erreicht. Es versinnbildlicht durch zwei sieben Meter hohe Stahlbetonbögen, deren Enden sich knapp nicht berühren, den durchbrochenen Belagerungsring. Das Denkmal „Blume des Lebens“ (Цветок жизни; Cvetok žizni) an der Stadtgrenze von St. Petersburg markiert die Ziellinie des Doroga žizni-Marathons, der seit 1970 jeden Januar entlang der Straße abgehalten wird.
Seit 1965 sind die Straße, die sie umgebenden Denkmäler und weitere mit der Blockade in Verbindung stehende Gedenkstätten Teil des Denkmalkomplexes „Grüner Gürtel des Ruhmes“ (Зелёный пояс Славы; Zelënyj pojas Slavy). 1990 wurde dieser unter der Identifikationsnummer 540-036 Teil der Welterbestätte Historic Centre of Saint Petersburg and Related Groups of Monuments. Der gesamte Verlauf der 41K-064 ist mit der ID 540-036b Teil dieses Welterbes.

Ansichten
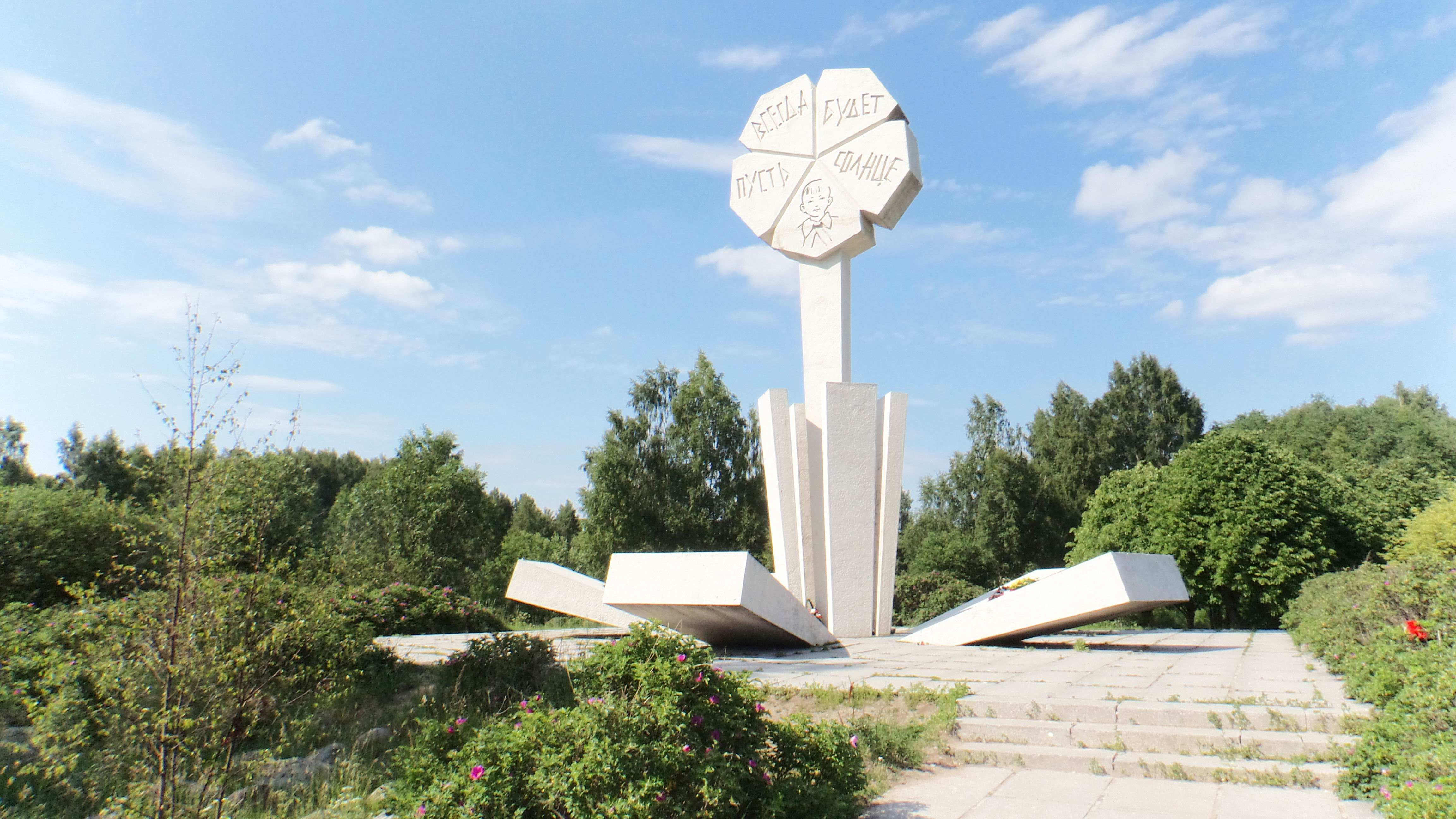
Die Blume des Lebens an der Stadtgrenze von St. Petersburg
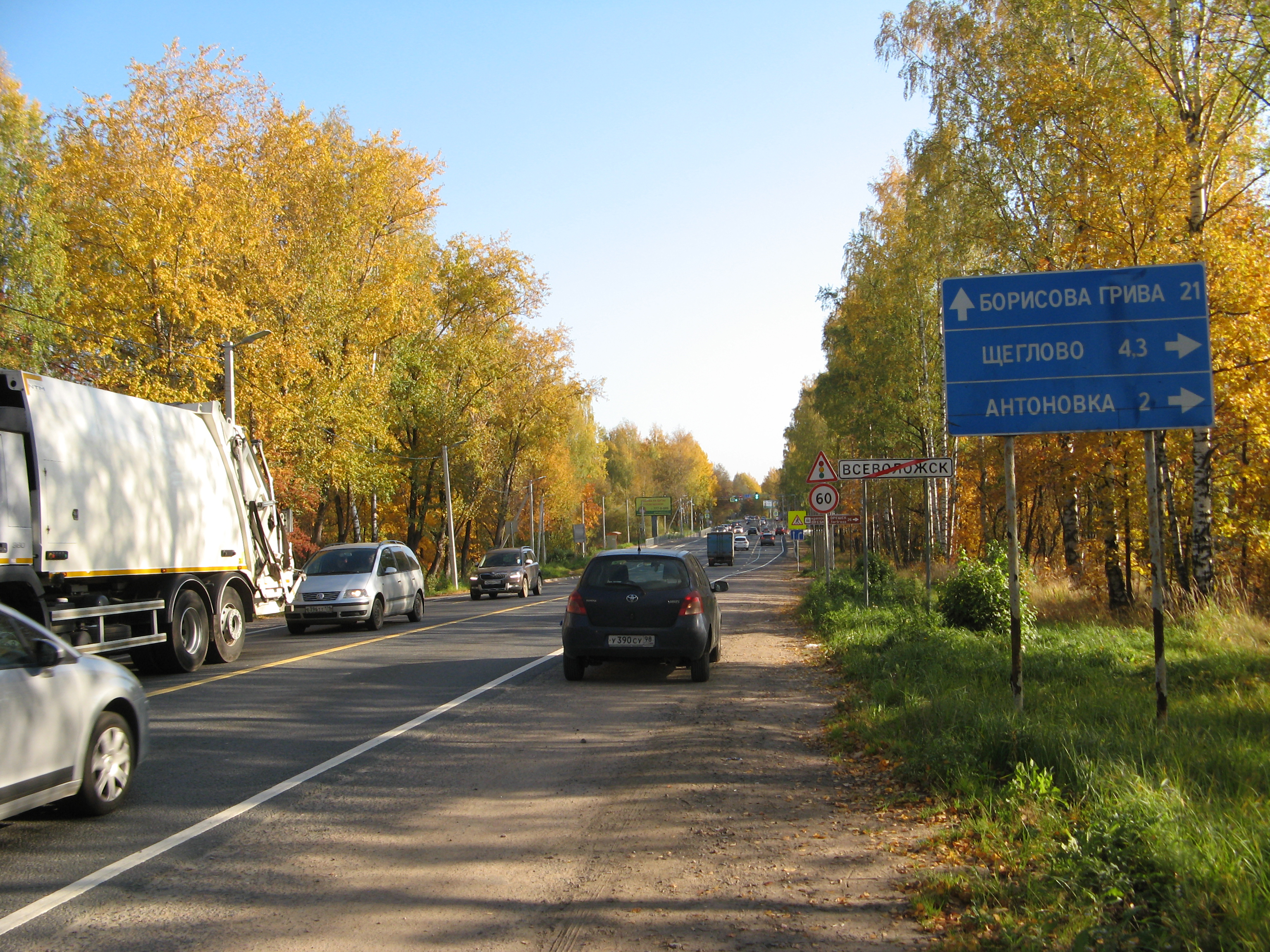
Zweispurige 41K-064 am Ortsausgang von Wsewoloschsk (Kilometer 11)
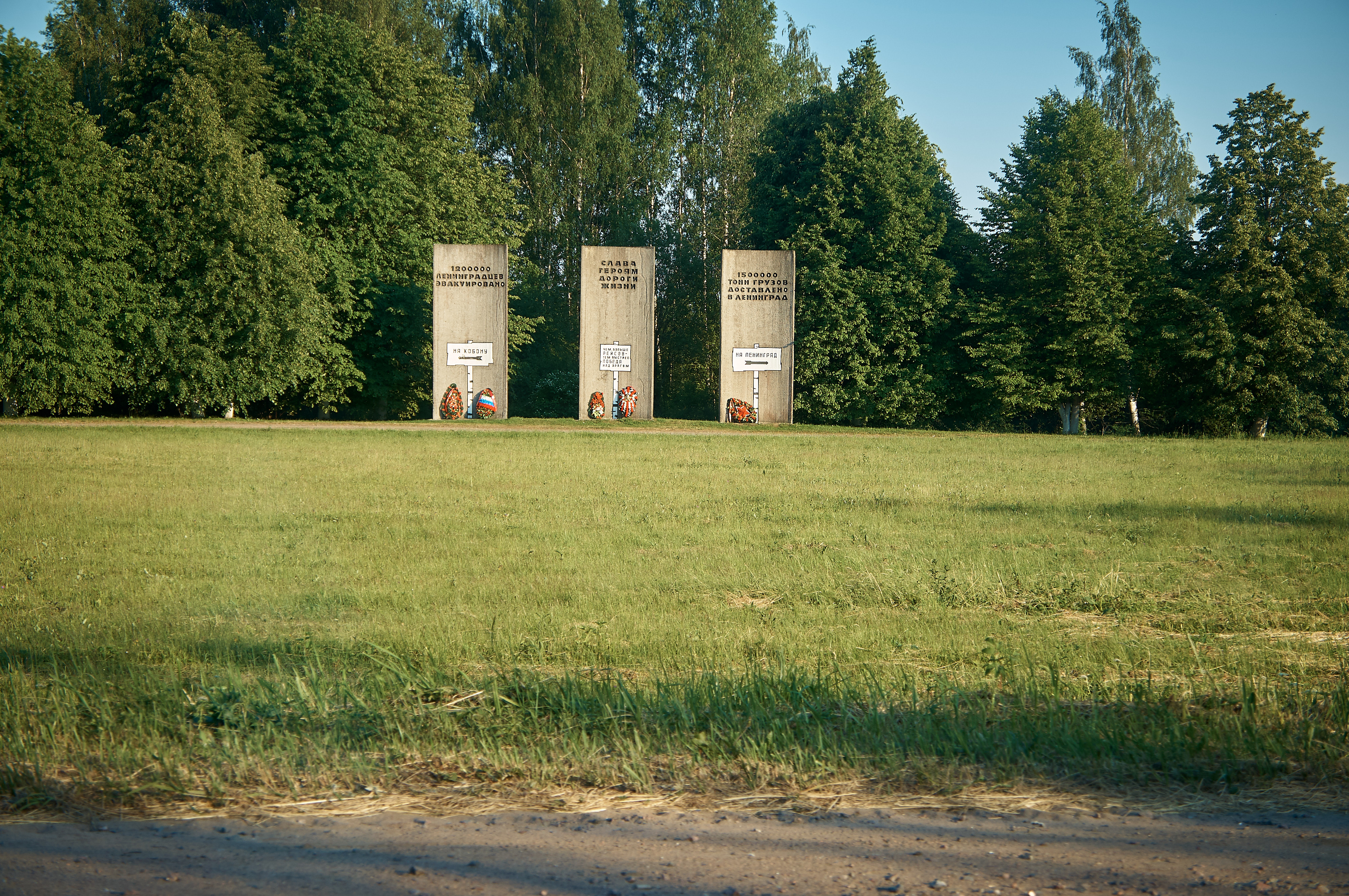
Gedenkstätte am Ortseingang von Romanowka, Kilometer 12
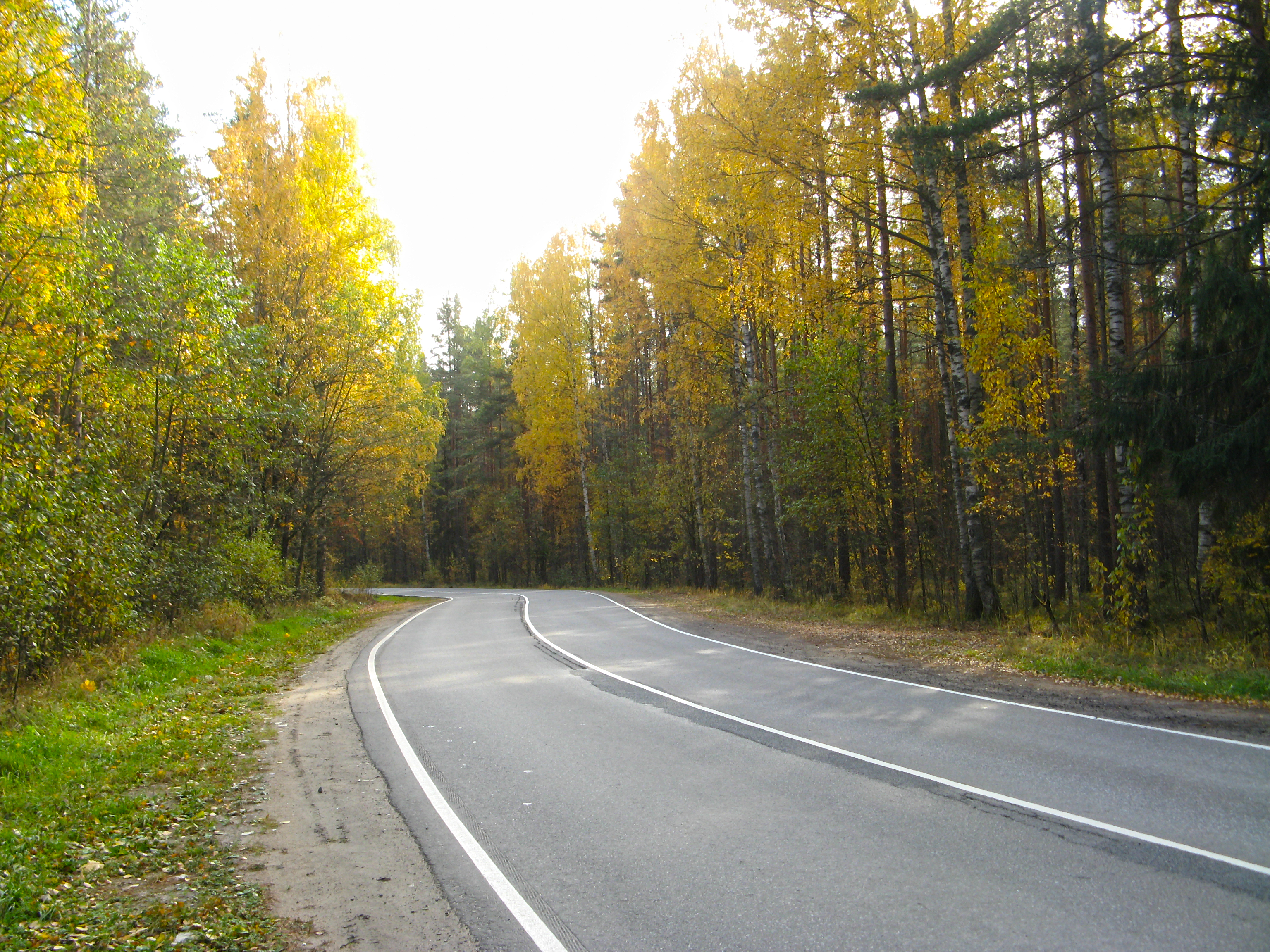
Herbststimmung, Kilometer 24
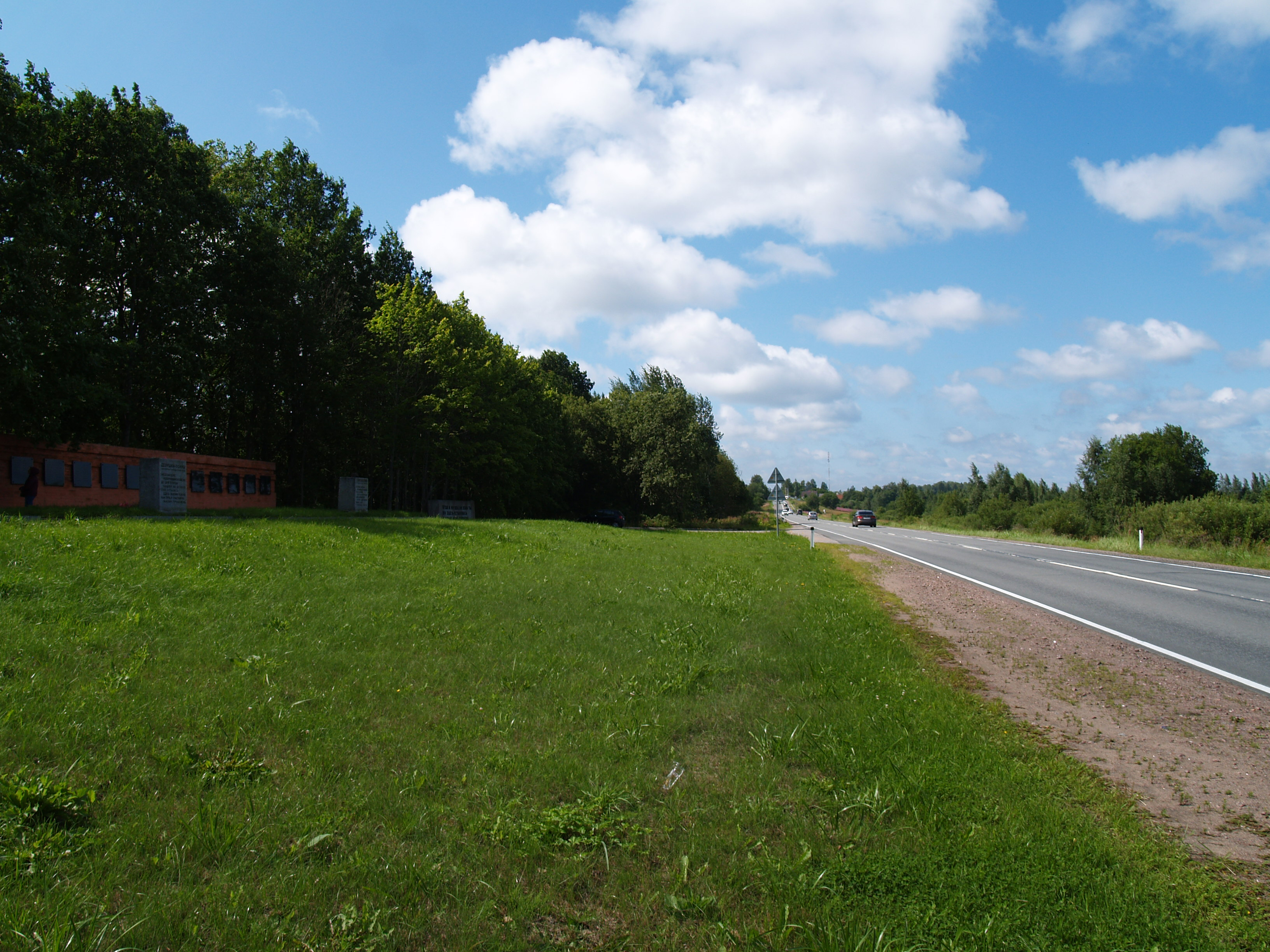
Massengrab nahe Irinowka bei Kilometer 30
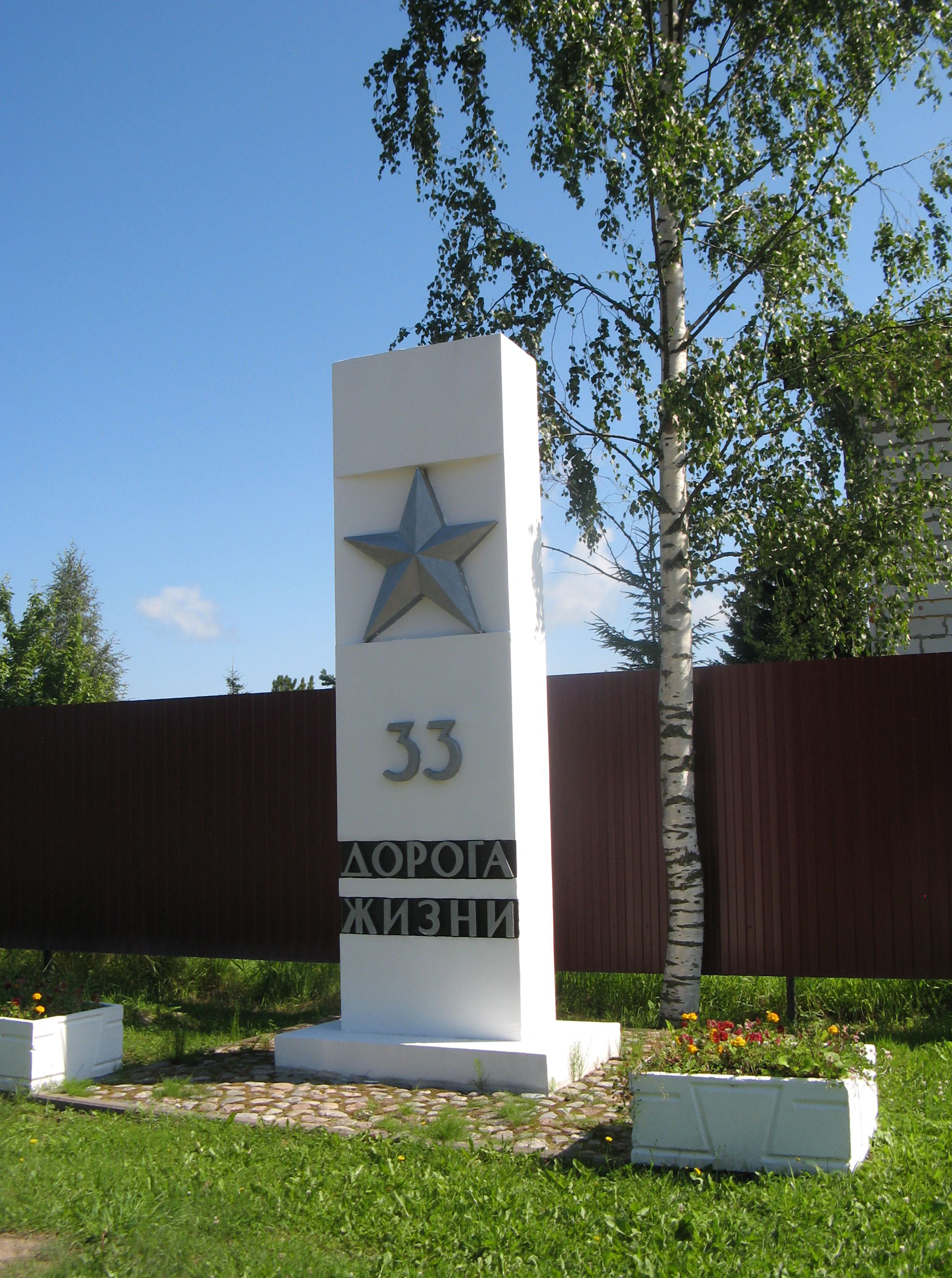
Jeder Kilometerstein ein Denkmal
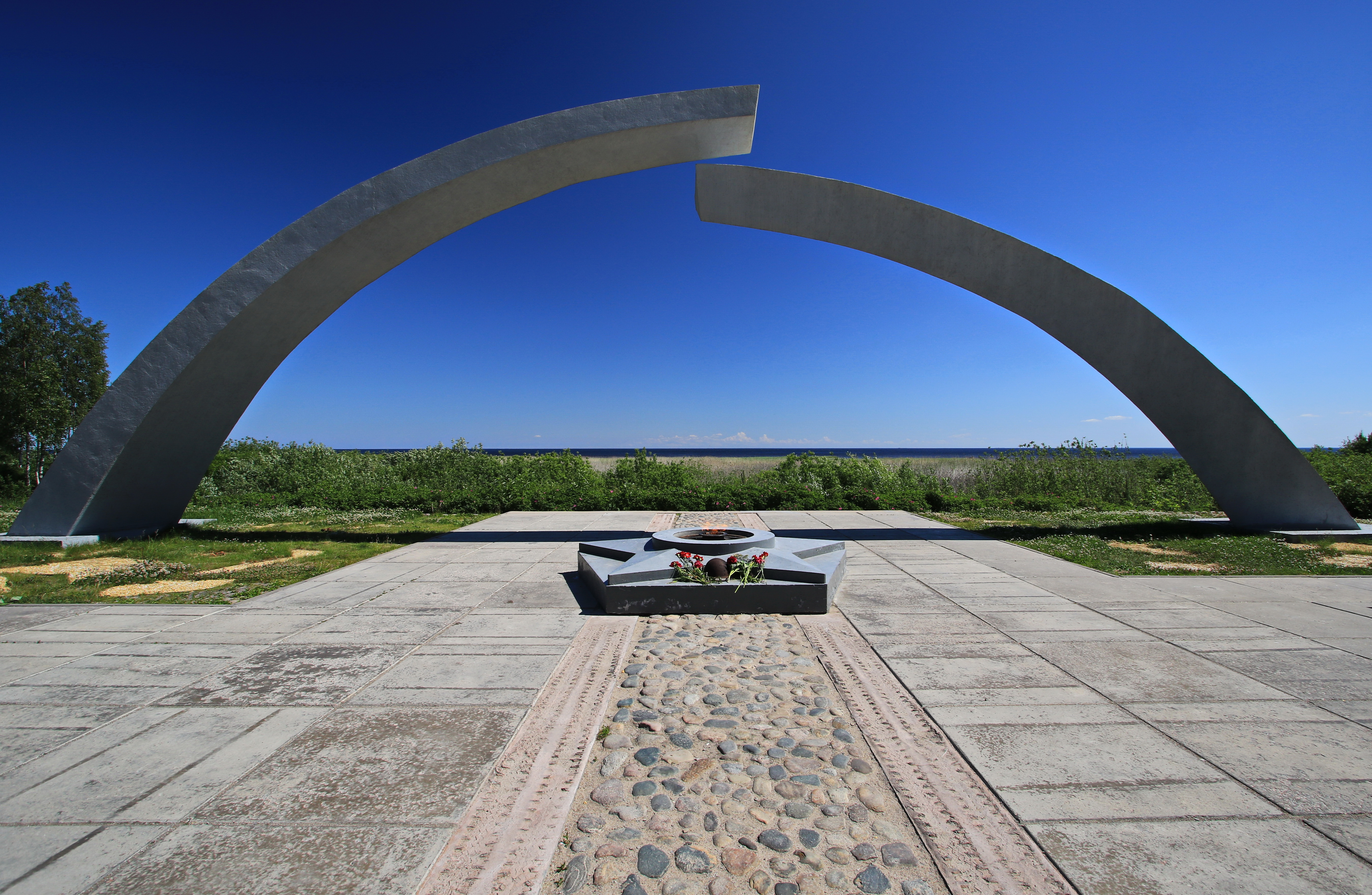
Der „Zerbrochene Ring“ bei Kilometeter 40
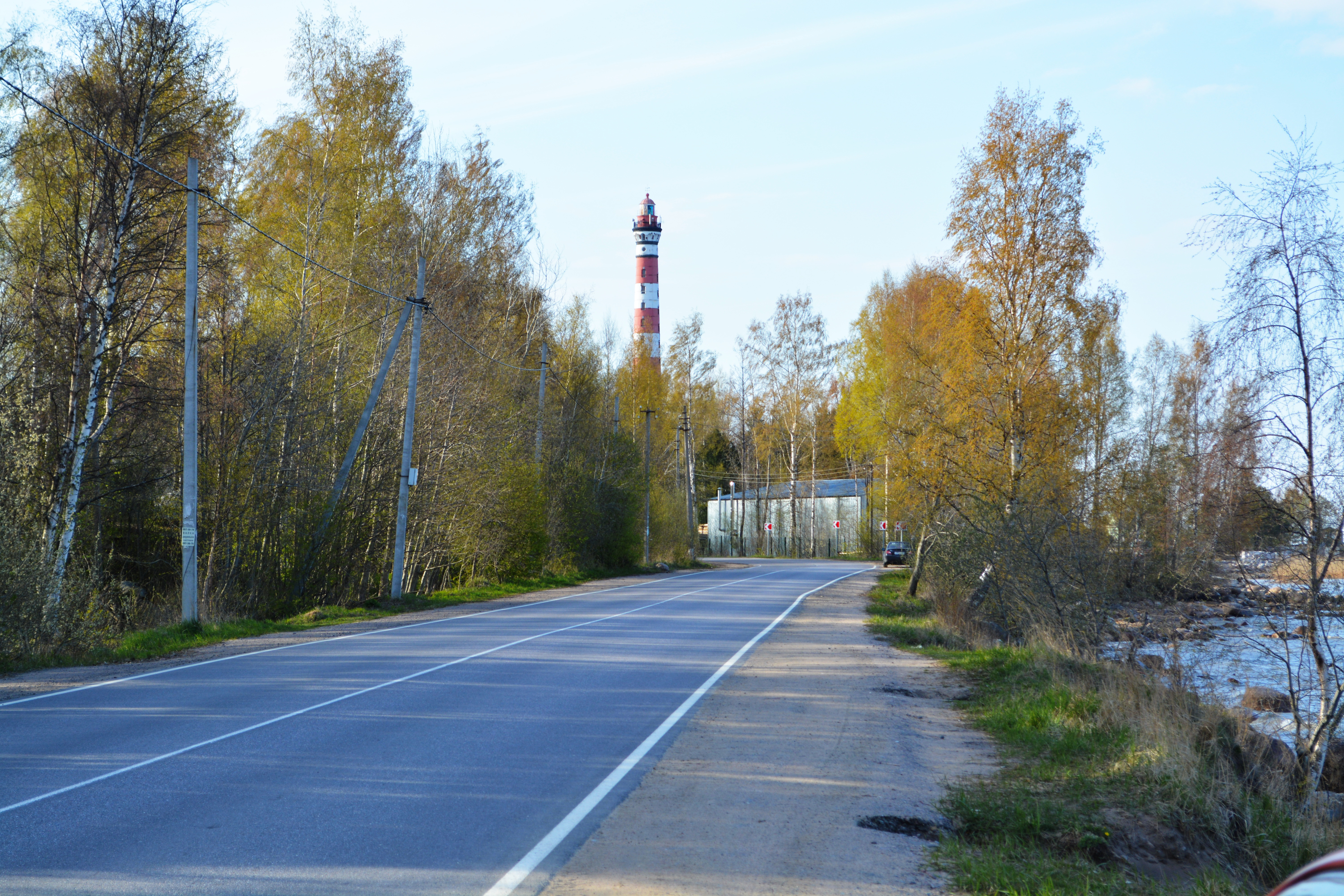
Die letzten Straßenkilometer; Seeufer und Leuchtturm Ossinowezki